# Кризноа
Кризноа (фр. Crisenoy) је насељено место у Француској у региону Париски регион, у департману Сена и Марна.
По подацима из 2011. године у општини је живело 624 становника, а густина насељености је износила 48,9 становника/km².

## Демографија
| 1962. | 1968. | 1975. | 1982. | 1990. | 2011. |
| ----- | ----- | ----- | ----- | ----- | ----- |
| 417   | 406   | 382   | 436   | 580   | 624   |